# Fritz Wilhelm Rabending

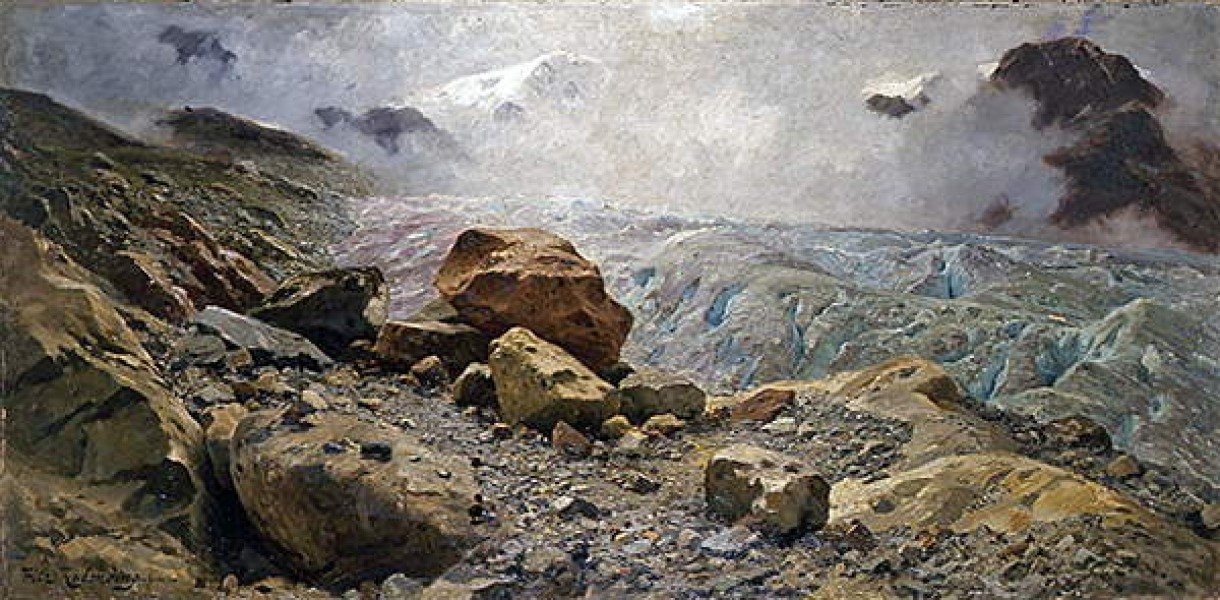
Gletscher

Fritz Wilhelm Rabending (* 22. Februar 1862 in Wien; † Juni 1929 in München) war ein österreichischer Landschaftsmaler.
Rabending studierte an der Städelschule in Frankfurt am Main bei Heinrich Hasselhorst und an der Großherzoglich Badischen Kunstschule Karlsruhe bei Gustav Schönleber und Hermann Baisch. Nach dem Studium ließ er sich in München nieder.
Er erhielt u. a. eine Goldmedaille auf der Salzburger Kunstausstellung 1900 und eine Silbermedaille auf der Weltausstellung in St. Louis 1904. Rabending war Mitglied im Reichsverband Bildender Künstler Deutschlands, in der Allgemeinen Deutschen Kunstgenossenschaft sowie im Künstlerbund Bayern.